# Zygodon sendtneri
Zygodon sendtneri är en bladmossart som först beskrevs av Juratzka, och fick sitt nu gällande namn av Gustavo Venturi och Bottini 1884. Zygodon sendtneri ingår i släktet ärgmossor, och familjen Orthotrichaceae. Inga underarter finns listade i Catalogue of Life.